# Фатин, Павел Николаевич
Па́вел Никола́евич Фа́тин (род. 24 апреля 1984 года, Нефтеюганск, ХМАО) — российский волейболист. Чемпион Сурдлимпийских игр, серебряный призёр чемпионата мира, серебряный призёр чемпионата Европы, бронзовый призёр чемпионата России. Член сурдлимпийской сборной команды России по волейболу.
Студент Сургутского государственного университета, факультет «Адаптивная физическая культура». Работает в должности спортсмена — инструктора в БУ Ханты-Мансийского автономного округа — Югры «Центр спорта инвалидов» (г. Ханты-Мансийск), спортсмен-инструктор СК «Аверс» (г. Сургут)

## Спортивная карьера
Тренируется под руководством Руденко Станислава Николаевича с 2006 года по настоящее время.
В 2007 году занял 3 место на Кубке России по волейболу в составе сборной команды Ханты-Мансийского автономного округа — Югры
В 2008 году:
2 место на Чемпионате России по волейболу в составе сборной команды Ханты-Мансийского автономного округа — Югры
- 2 место на Кубке России по волейболу в составе сборной команды Ханты-Мансийского автономного округа — Югры.

В 2009 году стал чемпионом Сурдлимпийских игр в Тайбэе (Тайвань) в составе сборной команды России; становится серебряным призёром Чемпионата России по волейболу в составе сборной команды Ханты-мансийского автономного округа — Югры
2010 год:
- 2 место — Кубок России по волейболу среди глухих спортсменов в составе сборной команды ХМАО-Югры;
- 2 место — Кубок России по пляжному волейболу среди глухих спортсменов в составе сборной команды ХМАО-Югры;

2011 год:
- 3 место на чемпионате России по волейболу среди глухих спортсменов в составе сборной команды ХМАО-Югры;
- 1 место — Кубок России по пляжному волейболу среди глухих спортсменов в составе сборной команды ХМАО-Югры;
- 2 место — Чемпионат Европы по волейболу среди глухих и слабослышащих спортсменов в Анталья (Турция) в составе сборной команды России;
- 1 место — Международный турнир «Дружеские игры» по волейболу среди глухих спортсменов (США) в составе сборной команды России.

2012 год:
- 1 место – на чемпионате России по волейболу (г. Коломна);
- 2 место – на чемпионате мира по волейболу (Болгария).

2013 год:
- 1 место - на чемпионате России по волейболу среди глухих и слабослышащих спортсменов (г. Раменское, Московская область);
- 2 место – на летних Сурдлимпийских играх в Софии (Болгария).

## Награды и звания
- Заслуженный мастер спорта России по волейболу.